# Luís Pedro Magalhães
Luís Pedro Magalhães (Mozambique, 4 februari 1972) is een Portugees autocoureur.

## Carrière
Magalhães nam deel aan zijn thuisraceweekend op het Circuito da Boavista van het World Touring Car Championship in 2007 voor het team Exagon Engineering in een Seat Leon. Hij deed dit om aandacht te vragen voor de strijd tegen kanker. Zelf werd bij hem het jaar ervoor kanker vastgesteld en hij kreeg steun van voormalig Formule 1-coureurs Pedro Lamy en Pedro Matos Chaves. Hij eindigde de races als 21e en 17e. In 2009 reed hij tevens in de Spaanse Peugeot 207 Cup, waarin hij met één overwinning als zevende in het kampioenschap eindigde.